# Федота, Дмитрий Валерьевич
Дми́трий Вале́рьевич Федо́та (укр. Дмитро Валерійович Федота; 25 сентября 1988, Готвальд, Харьковская область, Украинская ССР, СССР) — украинский футболист, полузащитник клуба «Ключборк».

## Биография
Родился 25 сентября 1988 года в городе Готвальд (ныне — Змиёв) Харьковской области. С третьего класса занимался футболом в местной детско-юношеской спортивной школе. В 2001 году стал воспитанником харьковского училища физической культуры (УФК), куда его пригласил Николай Кольцов. Его тренерами в спортинтернате являлись Николай Кольцов, Александр Довбий и Юрий Несмиян. В составе УФК играл в детско-юношеской футбольной лиге Украины, где провёл более шестидесяти игр.
В 2005 году был создан футбольный клуб «Харьков», куда и пригласили Федоту, который тогда обучался в одиннадцатом классе. Вначале Дмитрий выступал в основном за «Харьков-2» во Второй лиге Украины, где играл на позиции опорного полузащитника. Однако позже, Роман Пец оставил его выступать за дублирующую команду. За дубль футболист вначале играл как центральный защитник, а позже стал играть на левом фланге полузащиты. Всего в молодёжном чемпионате Украины он провёл 88 матчей.
Дебют в Премьер-лиге Украины состоялся 23 мая 2009 года в предпоследней игре сезона против днепропетровского «Днепра» (4:1). Главный тренер команды Владимир Бессонов выпустил Федоту на 51 минуте вместо Вадима Милько. По итогам сезона 2008/09 «Харьков» занял последние место в Премьер-лиге и вылетел в Первую лигу.
Во втором по силе украинском дивизионе Дмитрий Федота стал игроком основного состава, сыграв в 24 матчах и забив 1 гол (в ворота «Александрии»). Клуб по итогам сезона занял предпоследнее место и вылетел во Вторую лигу, после чего «Харьков» прекратил существование.
Зимой 2012 года перешёл в днепродзержинскую «Сталь» из Второй лиге. В сентябре 2012 года покинул команду.
После выступал за любительский клуб «Первомайск». В 2014 году вместе с командой «Чайка» из Петропавловской Борщаговки стал серебряным призёром чемпионата Киевской области. В марте 2015 года был на просмотре в польской команде «Сталь» из Жешува. В 2015 году являлся игроком чугуевского «Старта». Сезон 2015/16 провёл в австрийском «Коблахе», который выступал в Ландеслиге (4-й по силе дивизион страны). Федота принял участие в 25 играх, забив при этом 2 гола. Зимой 2017 года мог перейти в немецкий клуб «Франкфурт» из города Франкфурт-на-Одере, однако трансфер не состоялся. Летом 2017 года стал игроком «Ключборка», выступающем во Второй лиги Польши.

## Статистика
| Сезон   | Клуб      | Лига                 | Чемпионат | Чемпионат | Кубок | Кубок | Дубль | Дубль |
| Сезон   | Клуб      | Лига                 | Игры      | Голы      | Игры  | Голы  | Игры  | Голы  |
| ------- | --------- | -------------------- | --------- | --------- | ----- | ----- | ----- | ----- |
| 2005/06 | Харьков-2 | Вторая лига Украины  | 22        | 0         |       |       |       |       |
| 2005/06 | Харьков   | Премьер-лига Украины | 0         | 0         | 0     | 0     | 6     | 0     |
| 2006/07 | Харьков   | Премьер-лига Украины | 0         | 0         | 0     | 0     | 29    | 0     |
| 2007/08 | Харьков   | Премьер-лига Украины | 0         | 0         | 1     | 0     | 26    | 0     |
| 2008/09 | Харьков   | Премьер-лига Украины | 1         | 0         | 1     | 0     | 27    | 0     |
| 2009/10 | Харьков   | Первая лига Украины  | 24        | 1         | 1     | 0     |       |       |
| 2011/12 | Сталь (Д) | Вторая лига Украины  | 10        | 0         | 0     | 0     |       |       |
| 2012/13 | Сталь (Д) | Вторая лига Украины  | 4         | 0         | 0     | 0     |       |       |
| 2017/18 | Ключборк  | Вторая лига Польши   | 11        | 2         | 0     | 0     |       |       |